# Dobos László (szociológus)
Dobos László (Budapest, 1952. május 26.) közgazdász, szociológus. Felesége Schmidt Julianna tanár, óvodapedagógus. Gyermekeik: Eszter (1982) és Péter (1984).

## Életpályája
Dobos László vasesztergályos és Molnár Mária betanított munkás gyermekeként született. Az általános iskolát Törökbálinton végezte, majd Budapesten, a Földes Ferenc Közgazdasági Technikumban érettségizett.
1970 és 1975 között az „ÁFOR” Ásványolajforgalmi Vállalatnál dolgozott kereskedelmi szervezőként. 1975-től 1978-ig a Szellőző Művek ügyvitelszervezője. A Hazafias Népfront Országos Tanácsánál előadóként kezdett dolgozni 1978-ban, majd az Országos Titkárság titkárságvezetője lett. 1990-1991-ben különböző kft-k munkatársa, majd a Köztársasági Megbízott Pest Megyei Hivatalának főmunkatársa (1991-1992).
A Honvédelmi Minisztérium Társadalmi Kapcsolatok és Sajtó Főosztályát 1992-1994 között vezette. Ezt követően az OTP Bank Rt. főmunkatársa, főtanácsos.
1997-től a Magyar Televízió, 2002-től a Duna Televízió Zrt. elnöki titkárságvezetője. 2011 és 2013 között a Magyar Távirati Iroda munkatársa. 2014-től a VERITAS Történetkutató Intézet adminisztratív főigazgató-helyettese. 2017-től nyugállományban.
Tanulmányai során 1971-1976 között a Marx Károly Közgazdaságtudományi Egyetem hallgatója volt, ahol okleveles közgazda diplomát szerzett. 1977-1980 között az Eötvös Loránd Tudományegyetemen okleveles szociológusként diplomázott. 1982-ben „summa cum laude” minősítéssel itt avatták a bölcsészettudomány (szociológia) doktorává. Disszertációjának címe: A két világháború közötti protestáns ifjúsági mozgalmak tipológiája. A Külkereskedelmi Főiskola PR szaküzemgazdász szakát 1992-1994 között végezte el.

## Közéleti megbízatásai
1991. márciusa óta az elszármazott és otthon élő jászok közötti intézményes kapcsolatot szolgáló Jászok Egyesülete alapító ügyvivője, 2017-től elnöke. 1992 és 1995 között az Európai Katonai Újságíró Szövetség (EMPA) alelnöke. 1993 óta a Hamza Alapítvány (Jászberény), illetve jogutódja kurátora.

## Díjak, kitüntetések
- Jászágó község díszpolgára (2007)
- Jász-Nagykun-Szolnok Megyéért Díj (2009)
- Magyar Érdemrend lovagkeresztje (polgári tagozat) (2017)
- Jászberény Város Tiszteletbeli Polgára (2024)

## Munkássága
- Dobos László - Farkas Kristóf Vince: Magyarrá lett jászok. Budapest, 2020.
- Dobos László Gábor: Belmissziói és szociális irányzatok a protestáns egyházakban és vallásos szervezetekben. In: A magyar protestantizmus 1918-1948. Szerk.: Lendvai L. Ferenc. Budapest, 1987.
- Dobos László: A magunk útján. A Jászok Egyesülete és „A Jászságért” Alapítvány első tíz éve 1990-1999. Budapest, 2000.
- Dobos László: Adósai vagyunk szülőföldünknek. A Jászok Egyesülete és „A Jászságért” Alapítvány első negyedszázada 1990-2015. Budapest, 2016.
- „…hogy mindnyájan egyek legyenek…” 1-2. rész. Gondolatok a Keresztyén Ifjúsági Egyesületről. Dokumentumfilm. Magyar Televízió, 1999. (riporter-műsorvezető)
- A munkák terhét hordozzad… 1-2. rész. Dr. Soos Géza és Soli Deo Gloria. Dokumentumfilm. Magyar Televízió, 2001. (riporter-műsorvezető)
- Pógyor István emlékezete. A KIE Szövetség nemzeti titkárának emlékezete. Dokumentumfilm. Magyar Televízió, 2002. (riporter-műsorvezető)

## További információ
- Dobos László 60 éves. Jász Trio Tv (Hozzáférés 2018. június 5.)
- Barangolás a Jászságban dr. Dobos Lászlóval - Katolikus Rádió 2017. május 3. (Hozzáférés 2017. május 7.)
- Dobos László életpálya – Jászok Egyesülete Youtube oldala

1. ↑  PIM-névtér-azonosító. (Hozzáférés: 2020. június 5.)